# Thomas Moore (költő)
Thomas Moore (Dublin, 1779. május 28. – Sloperton, 1852. február 25.) ír származású, angol nyelvű költő, író.
Apja kereskedő volt. Dublinban, a Trinity College-ban, majd Londonban jogot tanult. Első kötetét 1801-ben még álnéven adta ki. 1803-ban a Tengernagyi Hivatal alkalmazottjaként Bermudára utazott.
1807-től jelentek meg Ír melódiák címmel verseskötetei, amelyeket saját maga adott elő (tehetséges zenész volt), Írországban és Angliában sikert aratott ezzel. Verseinek egyik fő témája az ír nép küzdelme a szabadságért. Legismertebb versét (Forget not the field…) többek között Vörösmarty Mihály, Arany János és Petőfi Sándor is magyarra fordította.
Igen népszerű volt Lalla Rookh című keleti tárgyú verses mesegyűjteménye (1817) is. Ő adta ki Byron naplóját és leveleit.
Megírta Írország történetét négy kötetben (1835–1846).

## Magyarul
- More Tamás: Moore Tamás költeményeiből; ford. Szász Károly; Emich Ny., Pest, 1853 (Levelek a külföld költői koszorújából)
- Szász Károly műfordításai. Heine, Moore, Burns; Ráth, Bp., 1873
- Lalla Roukh. Keleti rege; ford. Lőrinczi Lehr Zsigmond; Franklin, Bp., 1883 (Szépirodalmi könyvtár)
- A lélek rejtelmei. Teremtő illúziók a szerelemben; ford. Csákó Gabriella; Édesvíz, Bp., 1995 (New age)
- A lélek sötét éjszakái. Az élet megpróbáltatásaiból kivezető ösvény felfedezése; ford. Dóka Róbert; Mandala-Véda, Budakeszi, 2005
- A lélek szexualitása, a szexualitás lelke; ford. Dóka Róbert; Mandala-Veda, Budakeszi, 2007